# Klein-Breitenbach
Klein-Breitenbach ist eine Ansiedlung in der Gemarkung Mörlenbach der Gemeinde Mörlenbach im südhessischen Landkreis Bergstraße.

## Geographie

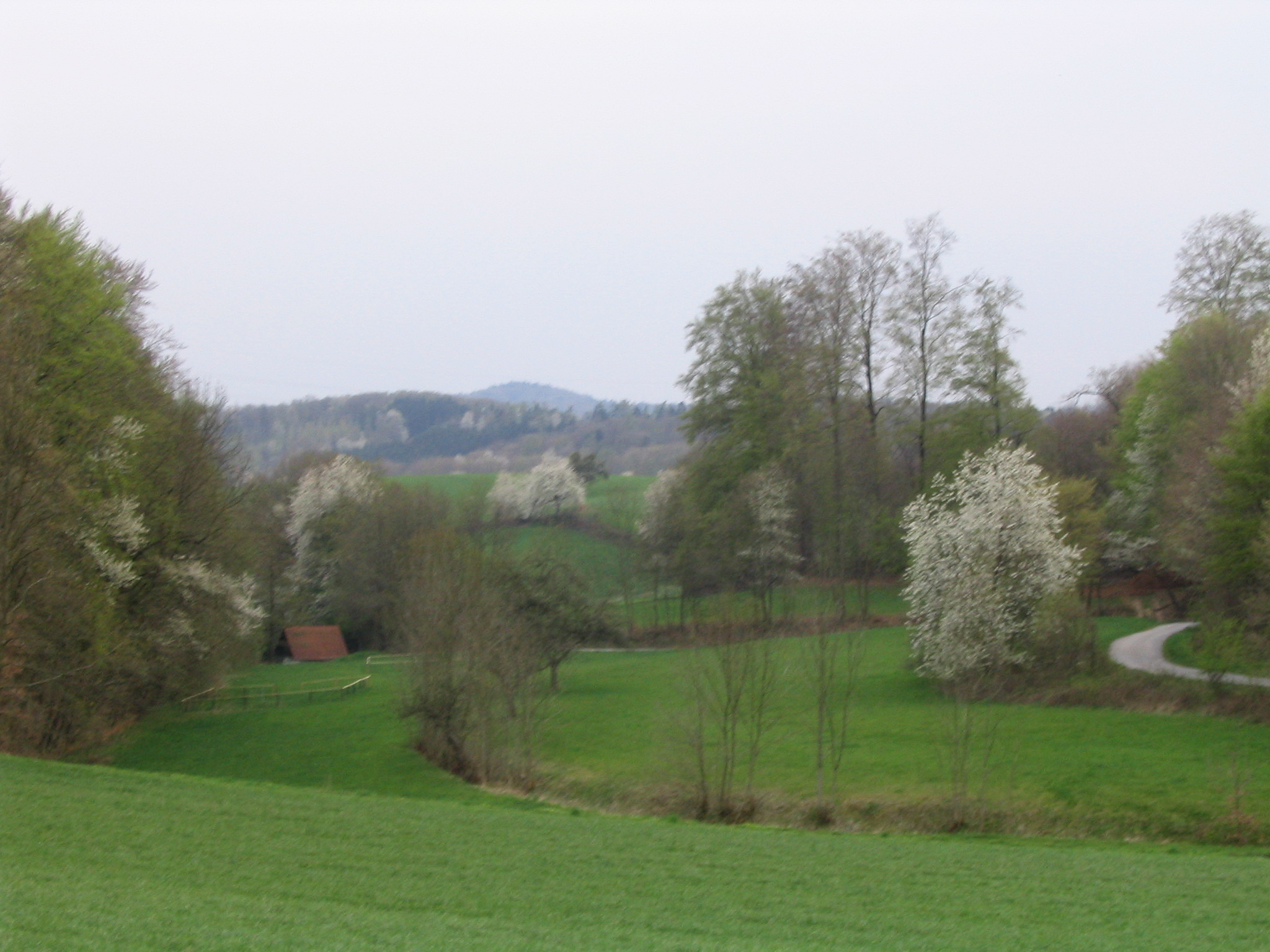
Das Klein-Breitenbacher Tal unterhalb des Waldsees und am Fuße des Steinböhls. Hier liegt eine Quellkammer für die Trinkwasserversorgung von Mörlenbach.

### Geographische Lage
Klein-Breitenbach liegt im Nordwesten der Kerngemeinde im Vorderen Odenwald und ist von der nahen Bergstraße nur durch den Gebirgszug der Juhöhe getrennt. Die Ansiedlung folgt auf rund eineinhalb Kilometer Länge in etwa der östlichen Talseite des in Nord-Süd-Richtung fließenden Bachs, der über den unteren Ederbach, der aus dem Bonsweiherer Tal kommt, der Weschnitz von Westen zufließt. Die Ortslage konzentriert sich auf die Klein-Breitenbach genannte Ortsstraße und einige kurze Parallelstraßen mit etwa 180 bebauten Grundstücken. Am südlichen Ortsende schließen sich die ersten Häuser der Kerngemeinde Mörlenbach und ein Gewerbegebiet an.
Der im Ortsnamen erwähnte Dorfbach entspringt nördlich von Klein-Breitenbach am Fuß der bewaldeten Taschengrube (297 m) und speist den Waldsee, bevor er durch die Wiesen der Ansiedlung zufließt. Im Tal unterhalb des Sees und am westlichen Fuß des Steinböhl (ca. 261 m) liegen auch eine Quellkammer und ein Wasserbehälter für die Trinkwasserversorgung von Mörlenbach.

### Geologie
Das Gebiet um Klein-Breitenbach zählt im Kristallinen Odenwald zu dessen größter geologischer Einheit, dem →Weschnitzpluton in der Weschnitzsenke. Hier entstand im Unterkarbon vor etwa 333 bis 329 Mio. Jahren mit der variszischen Gebirgsbildung Granodiorit. Bei den Prozessen der Gebirgsbildung rissen im Gestein zwischen Klein- und Groß-Breitenbach Spalten auf, in welche Baryt-Quarz-Schmelzen eindrangen und langsam auskristallisierten.

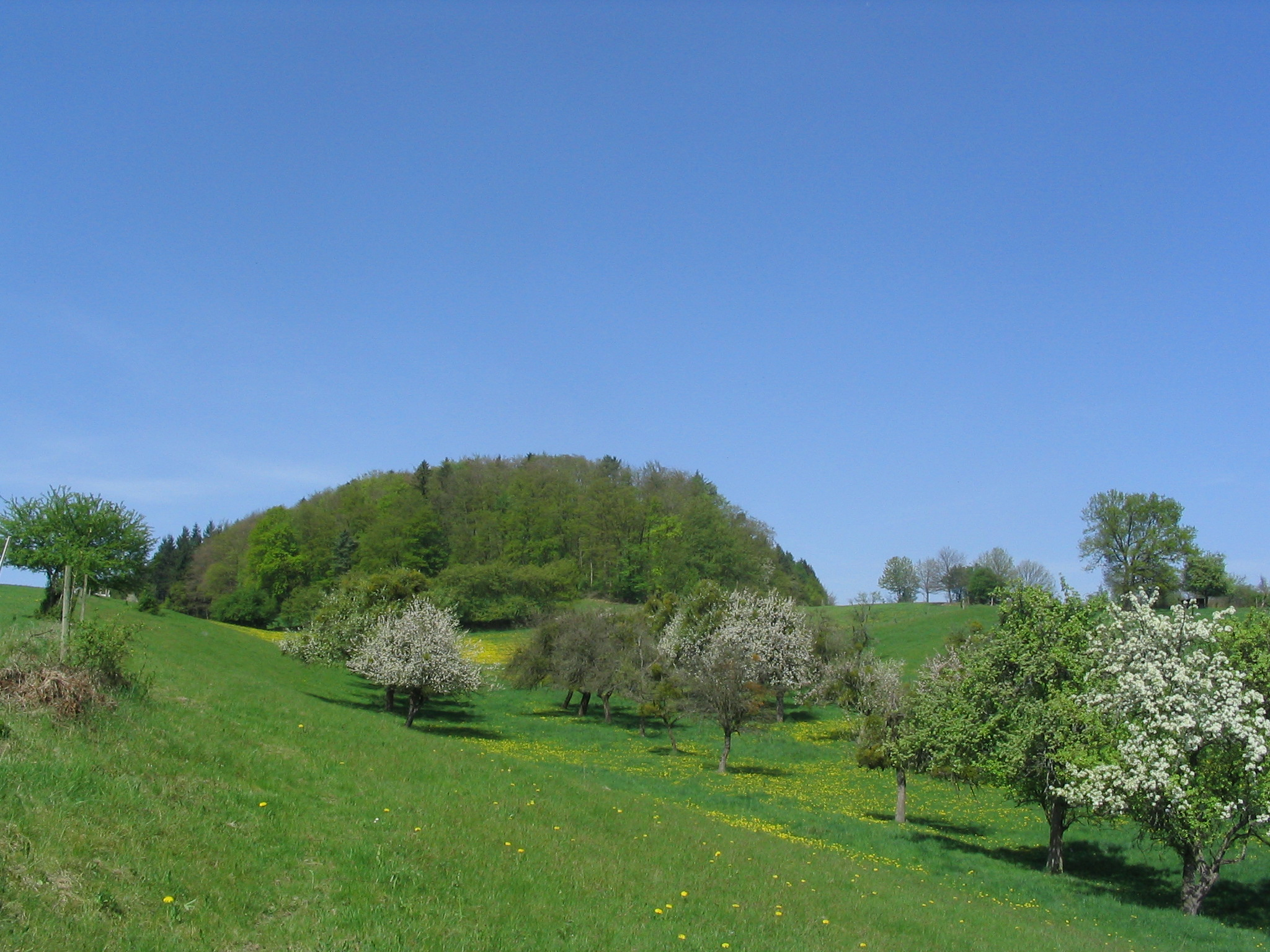
Steinböhl-Quarz-Baryt-Härtling von Groß-Breitenbach aus

Vor etwa 45 Mio. Jahren formte sich das heutige Landschaftsbild. Ursache waren tektonische Bewegungen, die zur Absenkung des Oberrheingrabens und zu einer Zerklüftung und Zerlegung des Odenwaldes in viele Gebirgsblöcke führten. Zudem förderte das warmfeuchte Tertiär-Klima die Verwitterung und die Wasserläufe der Weschnitz-Seitentäler bei Mörlenbach, wie die Breitenbacher Bäche, schnitten sich tief ins Gelände ein und zersägten die Bergmassive. Große Teile der Granodioritmassen zerfielen zu Grus und die Bäche transportierten den Schutt ab. Wegen seines härteren Gesteins blieb der Steinböhl dagegen als Anhöhe erhalten.
Unter diesen klimatischen Bedingungen bildeten sich auch die Granit-Felsgruppen an den Hängen zur Juhöhe und zum Kreiswald: Die oberen Partien der Höhenrücken zerrissen in Blöcke, die anschließend durch Chemische Verwitterung abgerundet wurden und talabwärts rutschten.

## Geschichte

### Von den Anfängen bis zum 18. Jahrhundert
Klein-Breitenbach entstand im Gebiet der ehemaligen „Mark Heppenheim“ die einen Verwaltungsbezirk des Frankenreichs bezeichnete. Am 20. Januar 773 schenkte Karl der Große die Stadt Heppenheim nebst dem zugehörigen Bezirk, der ausgedehnten „Mark Heppenheim“, dem Reichskloster Lorsch. Von hier wurde die Urbarmachung und Besiedlung des Gebietes betrieben, dazu gehörte auch das Weschnitztal mit seinen Seitentälern. Der Blütezeit des Klosters Lorsch folgte im 11. und 12. Jahrhundert sein Niedergang. 1232 wurde Lorsch dem Erzbistum Mainz unterstellt. 1461 verpfändet dann Kurmainz diese Besitzungen an die Kurpfalz. Diese wechselte 1556 zum protestantischen Glauben und hob 1564 das Kloster auf.
Klein-Breitenbach wurde, wie die Dörfer in den benachbarten Weschnitznebentälern, etwa im 11. Jahrhundert von Mörlenbach aus als planmäßige Waldhufensiedlung angelegt. Die Bauernhöfe lagen östlich des Bachlaufes im Abstand von etwa 200 bis 400 Meter jeweils innerhalb eines breiten als „Hufe oder Hube“ quer zum Tal durch die Feldflur parzellierten Ackerland- und Wiesenstreifens.
1232 unterstellte Kaiser Friedrich II. die Reichsabtei Lorsch dem Erzbistum Mainz und seinem Bischof Siegfried III. von Eppstein zur Reform. Die Benediktiner widersetzten sich der angeordneten Reform und mussten deshalb die Abtei verlassen. Sie wurden durch Zisterzienser aus dem Kloster Eberbach und diese 1248 durch Prämonstratenser aus dem Kloster Allerheiligen ersetzt. Von diesem Zeitpunkt an wurde das Kloster als Propstei weitergeführt.
1267 wird erstmals ein Burggraf auf der Starkenburg (über Heppenheim) genannt, der auch das „Amt Starkenburg“, zu dem Klein-Breitenbach zählte, verwaltete. Als Gericht der „Niederen Gerichtsbarkeit“ und untergeordnete Verwaltungseinheit entwickelte sich die Zent Mörlenbach deren älteste erhalten gebliebene Beschreibung aus dem Jahr 1504 stammt in der Klein-Breitenbach noch nicht erwähnt wurde. Erst 1654 wurde der Ort erstmals als Teil der Zehnt genannt.
Die erste Erwähnung des Ortes findet sich 1369 als Klein-Breidenbach in einem Zinsbuch für das Oberamt Heidelberg zusammen mit den Orten Mörlenbach, Bonsweiher und Weiher. (Siehe auch Zent Mörlenbach.) Ein Salbuch von 1480 sowie das Kopialbuch von 1590 nennen für Klein-Breitenbach 3 Höfe.
Über die Grundherrschaftsverhältnisse in Klein-Breitenbach ist bekannt, dass im 14. Jahrhundert der Pfalzgraf an die Landschad von Steinach die Gülte über die vier Hubengüter zum Lehen gab und im 15. Jahrhundert der Erzbischof von Mainz die Gülte von mehreren Gütern als Lehen vergab. Über die Abgabe des Zehnten wurde überliefert, dass 1488 je der zweite Teil an den Landesherren und die Landschad zu Steinach gehen. 1654 haben an dem großen und „kleinen Zehnten“ der „Junker Stettenberger“ 2/3 und das Kloster Lorsch zusammen mit dem Pfarrer von Mörlenbach 1/3.
Im Verlauf der für Kurmainz verhängnisvollen Mainzer Stiftsfehde wurde das Amt Starkenburg an Kurpfalz wiedereinlöslich verpfändet und blieb anschließend für 160 Jahre pfälzisch. Pfalzgraf Friedrich ließ sich für seine Unterstützung von Erzbischof Dieter – im durch die Kurfürsten am 19. November 1461 geschlossenen „Weinheimer Bund“ – das „Amt Starkenburg“ verpfänden, wobei Kurmainz das Recht erhielt, das Pfand für 100.000 Pfund wieder einzulösen.
In den Anfängen der Reformation sympathisierten die pfälzischen Herrscher offen mit dem lutherischen Glauben, aber erst unter Ottheinrich (Kurfürst von 1556 bis 1559) erfolgte der offizielle Übergang zur lutherischen Lehre. Danach wechselten seine Nachfolger und gezwungenermaßen auch die Bevölkerung mehrfach zwischen der lutherischen, reformierten und calvinistischen Religion. Als Folge der Reformation hob die Kurpfalz 1564 das Kloster Lorsch auf. Die bestehenden Rechte wie Zehnten, Grundzinsen, Gülten und Gefälle des Klosters Lorsch wurden fortan durch die „Oberschaffnerei Lorsch“ wahrgenommen und verwaltet.
Als im Laufe des Dreißigjährigen Krieges (1618–1648) spanische Truppen der „Katholischen Liga“ die Region eroberten, wurde 1623 die Kurmainzer Herrschaft wieder hergestellt. Dadurch wurde die durch die Pfalzgrafen eingeführte Reformation weitgehend wieder rückgängig gemacht und die Bevölkerung musste wieder zum katholischen Glauben zurückkehren. Zwar zogen sich die spanischen Truppen nach 10 Jahren vor den anrückenden Schweden zurück aber nach der katastrophalen Niederlage der Evangelischen in der Nördlingen 1634 verließen auch die Schweden die Bergstraße und mit dem Schwedisch-Französischen Krieg begann ab 1635 das blutigste Kapitel des Dreißigjährigen Krieges. Aus der Region berichten die Chronisten aus jener Zeit: „Pest und Hunger wüten im Land und dezimieren die Bevölkerung, sodass die Dörfer öfters völlig leer stehen“. Mit dem Westfälischen Frieden von 1648 wurde die Einlösung der Pfandschaft endgültig festgeschrieben.
Als es 1782 zu einer Umstrukturierung im Bereich des Kurmainzer Amtes Starkenburg kam, wurde der Bereich des Amtes in die vier untergeordnete Amtsvogteien Heppenheim, Bensheim, Lorsch und Fürth aufgeteilt und das Amt in Oberamt umbenannt.
Die Zente Abtsteinach, Fürth und Mörlenbach, wo Klein-Breitenbach lag, wurden der Amtsvogtei Fürth unterstellt und musste ihre Befugnisse weitgehend abgeben. Zwar blieb die Zentordnung mit dem Zentschultheiß formal bestehen, dieser konnte jedoch nur noch die Anordnungen der übergeordneten Behörden (Oberamt Starkenburg, Unteramt Fürth) ausführen. Das „Oberamt Starkenburg“ gehörte verwaltungsmäßig zum „Unteren Erzstift“ des Kurfürstentums Mainz.  Kirchlich gehörte der Ort unter Kurmainzer Herrschaft als Filialdorf zur Pfarrei Mörlenbach.

### Vom 19. Jahrhundert bis heute
Klein-Breitenbach wird hessisch
Das ausgehende 18. und beginnende 19. Jahrhundert brachte Europa weitreichende Änderungen. Als Folge der Napoleonischen Kriege wurde bereits 1797 das „Linke Rheinufer“ und damit der linksrheinische Teil von Kurmainz durch Frankreich annektiert. In seiner letzten Sitzung verabschiedete im Februar 1803 der Immerwährende Reichstag in Regensburg den Reichsdeputationshauptschluss, der die Bestimmungen des Friedens von Luneville umsetzte, und die territorialen Verhältnisse im Heiligen Römischen Reich (Deutscher Nation) neu regelte. Dabei erhielt die Landgrafschaft Hessen-Darmstadt, als Ausgleich für verlorene rechtsrheinische Gebiete, unter anderem Teile der aufgelösten Fürstentümer Kurmainz, Kurpfalz und des Worms zugesprochen. Auch das Oberamt Starkenburg und mit ihm Klein-Breitenbach kam an Hessen-Darmstadt. Dort wurde die „Amtsvogtei Fürth“ vorerst als hessisches Amt weitergeführt während das Oberamt Starkenburg 1805 aufgelöst wurde.
Die übergeordnete Verwaltungsbehörde war der „Regierungsbezirk Darmstadt“ der ab 1803 auch als „Fürstentum Starkenburg“ bezeichnet wurde.
In der Landgrafschaft Hessen-Darmstadt wurde mit Ausführungsverordnung vom 9. Dezember 1803 das Gerichtswesen neu organisiert. Für das Fürstentum Starkenburg wurde das „Hofgericht Darmstadt“ als Gericht der zweiten Instanz eingerichtet. Die Rechtsprechung der ersten Instanz wurde durch die Ämter bzw. Standesherren vorgenommen. Das Hofgericht war für normale bürgerliche Streitsachen Gericht der zweiten Instanz, für standesherrliche Familienrechtssachen und Kriminalfälle die erste Instanz. Übergeordnet war das Oberappellationsgericht Darmstadt. Damit hatten die Zente und die mit ihnen verbundenen Zentgerichte endgültig ihre Funktion eingebüßt.
Unter Druck Napoléons gründete sich 1806 der Rheinbund, dies geschah mit dem gleichzeitigen Reichsaustritt der Mitgliedsterritorien.
Dies führte am 6. August 1806 zur Niederlegung der Reichskrone, womit das alte Reich aufhörte zu bestehen.
Am 14. August 1806 erhob Napoleon die Landgrafschaft Hessen-Darmstadt, gegen den Beitritt zum Rheinbund und Stellung hoher Militärkontingente an Frankreich, zum Großherzogtum, andernfalls drohte er mit Invasion.
1812 wurde das ehemals Pfälzische Oberamt Lindenfels aufgelöst und das bereits als Zentort bestehende Wald-Michelbach erhielt eine eigene Amtsvogtei, deren Amtsbereich wurden auch Klein-Breitenbach zugewiesen.
Konrad Dahl berichtet 1812 in seiner Historisch-topographisch-statistische Beschreibung des Fürstenthums Lorsch, oder Kirchengeschichte des Oberrheingaues über Klein-Breitenbach als Ort der „Zent Mörlenbach“:

„Groß- und Kleinbreitenbach, zwei kleine Dörfer an der Weschnitz, 1/4 Stunde von Mörlenbach, enthalten 13 Häuser und 1 Mühle mit 127 Selen.“

Nach der endgültigen Niederlage Napoléons regelte der Wiener Kongress 1814/15 auch die territorialen Verhältnisse für Hessen, daraufhin wurden 1816 im Großherzogtum Provinzen gebildet. Dabei wurde das vorher als „Fürstentum Starkenburg“ bezeichnete Gebiet, das aus den südlich des Mains gelegenen alten Hessischen und den ab 1803 hinzugekommenen rechtsrheinischen Territorien bestand, in „Provinz Starkenburg“ umbenannt.
Im Jahr 1814 wurde die Leibeigenschaft im Großherzogtum aufgehoben und es erhielt mit der am 17. Dezember 1820 eingeführten Verfassung des Großherzogtums Hessen eine konstitutionelle Monarchie, in der der Großherzog aber noch große Machtbefugnisse hatte. Die noch bestehenden standesherrlichen Rechte wie Niedere Gerichtsbarkeit, Zehnten, Grundzinsen und andere Gefälle blieben aber noch bis 1848 bestehen.
1821 wurden im Rahmen einer umfassenden Verwaltungsreform die Amtsvogteien in den Provinzen Starkenburg und Oberhessen des Großherzogtums aufgelöst und Landratsbezirke eingeführt, wodurch Klein-Breitenbach zum Landratsbezirk Lindenfels kam. Im Rahmen dieser Reform wurden auch Landgerichte geschaffen, die jetzt unabhängig von der Verwaltung waren. Die Landgerichtsbezirke entsprachen in ihrem Umfang den Landratsbezirken und für den Landratsbezirk Lindenfels war das Landgericht Fürth als Gericht erster Instanz zuständig.
Diese Reform ordnete auch die administrative Verwaltung auf Gemeindeebene. So war die Bürgermeisterei in Mörlenbach auch für Klein- und Großbreitenbach, Oberliebersbach und Untermumbach (heute Nieder-Mumbach) zuständig.
Entsprechend der Gemeindeverordnung vom 30. Juni 1821 gab es keine Einsetzungen von Schultheißen mehr, sondern einen gewählten Ortsvorstand, der sich aus Bürgermeister, Beigeordneten und Gemeinderat zusammensetzte.
Die Statistisch-topographisch-historische Beschreibung des Großherzogthums Hessen berichtet 1829 über Kleinbreitenbach:

„Kleinbreitenbach (L. Bez. Lindenfels) kath. Filialborf, liegt an der Weschnitz und 2 St. von Lindenfels. Es hat 6 Häuser und 58 Einw. die außer 3 Luth. katholisch sind. Im Jahr 1802 kam der Ort von Mainz an Hessen.“

In den Statistiken des Großherzogtums Hessen werden, bezogen auf Dezember 1867, für das Filialdorf Klein-Breitenbach in der Gemarkung von Mörlenbach und der Bürgermeisterei in Mörlenbach, 7 Häuser, 58 Einwohnern, der Kreis Lindenfels, das Landgericht Fürth, die evangelisch-lutherische Pfarrei Rimbach des Dekanats Lindenfels und die katholische Pfarrei Mörlenbach des Dekanats Heppenheim, angegeben.
Die Einwohnerentwicklung bis zum 20. Jahrhundert verlief langsam (1725: 5, 1803: 4, 1828: 6, 1861: 7 Häuser, 1939: 9 Haushalte, 1946: 73 Einwohner).
Zur weiteren Geschichte des Ortes siehe bei Geschichte Mörlenbachs. Nur in den 1920er Jahren hatte Klein-Breitenbach eine eigene Bürgermeisterei. Im Jahr 1927 wurde Klein-Breitenbach als Teil der Gemarkung Mörlenbach genannt.

### Nachkriegszeit
Seit den 1950er Jahren entstand in der Ortsstraße und in einigen Seitenstraßen östlich des Baches ein zusammenhängendes, die Bauernhöfe einschließendes, und mit der Kerngemeinde verbundenes Wohngebiet und der historische landwirtschaftliche Charakter veränderte sich. Das hügelige Landschaftsbild Klein-Breitenbachs wird allerdings weiterhin durch Hecken und Baumreihen entlang der Feldwege sowie durch Wäldchen und als Pferdeweide genutzte Streuobstwiesen geprägt.

### Verwaltungsgeschichte im Überblick
Die folgende Liste zeigt die Herrschaftsgebiete und Staaten, in denen Klein-Breitenbach lag, bzw. die Verwaltungseinheiten, denen es unterstand:
- vor 1782: Heiliges Römisches Reich, Kurfürstentum Mainz, Amt Starkenburg (1461–1650 an Kurpfalz verpfändet), Zent Mörlenbach
- ab 1782: Heiliges Römisches Reich, Kurfürstentum Mainz, Unteres Erzstift, Oberamt Starkenburg, Amtsvogtei Fürth
- ab 1803: Heiliges Römisches Reich, Landgrafschaft Hessen-Darmstadt (durch Reichsdeputationshauptschluss), Fürstentum Starkenburg, Amt Fürth
- ab 1806: Großherzogtum Hessen, Fürstentum Starkenburg, Amt Fürth
- ab 1812: Großherzogtum Hessen, Fürstentum Starkenburg, Amt Waldmichelbach
- ab 1815: Großherzogtum Hessen[Anm. 1], Provinz Starkenburg, Amt Waldmichelbach
- ab 1821: Großherzogtum Hessen, Provinz Starkenburg, Landratsbezirk Lindenfels[Anm. 2]

Siehe Gemeinde Mörlenbach für den weiteren Verlauf.

## Kulturdenkmäler
- Torbogen von 1609 sowie ein Stützpfeiler, beides mit Steinmetzarbeiten, im Keller des ehemaligen Gehöfts Eckstein (Ginsterweg)[20]
- Bildstöcke in der Marienstraße sowie vor Gehöften an der Ortsstraße von Klein-Breitenbach[21]
- Backhaus (Klein-Breitenbach Nr. 55) und historischer Tröselbach Wasserhochbehälter (beides restauriert vom Klein Breitenbacher Heimat- und Kulturverein[22])

## Wirtschaft und Infrastruktur

### Verkehr
Über die Straße Klein-Breitenbach, die als Kreisstraße K 10 klassifiziert ist, besteht am südlichen Ortsende Anschluss an die Landesstraße L 3120, die von der Kerngemeinde Mörlenbach über Bonsweiher und Juhöhe nach Heppenheim (Bergstraße) führt. In der anderen Richtung sind es noch etwa 500 Meter zum Bahnhof Mörlenbach der Weschnitztalbahn und zu der ebenfalls in Richtung Weinheim bzw. Fürth verlaufenden Bundesstraße 38.

### Wanderwege
- Ausgeschilderte Wege ausgehend vom Parkplatz Waldsee (s. auch Wander- und Radkarte Nr. 8 des Naturparks Bergstraße-Odenwald: Bergstraße-Weschnitztal)
- Rundweg vom Waldsee über die Fohlenweide östlich von Groß-Breitenbach (teilweise Naturkundlicher Wanderweg mit Informationstafeln) und den Steinböhl: Panoramablick über das Weschnitztal von Lindenfels bis Weinheim
- Waldsee-Rundwege sowie Jogging- bzw. Walking-Routen
- Wald- und Höhenwege zu den Ausflugszielen Bonsweiher, Juhöhe (teilweise Kunstweg Mörlenbach zum Zigeunerkopf, 359 m), Kreiswald und Albersbach.
- Der Goldweg am Albersbacher Hang erhielt seinen Namen von einem Fund beim Wegebau 1932: In einem Steinkrug lagen 198 deutsche und ausländische Silbermünzen, die in den Jahren 1566–1694 geprägt worden waren, und angeblich auch ein Goldstück.[23]

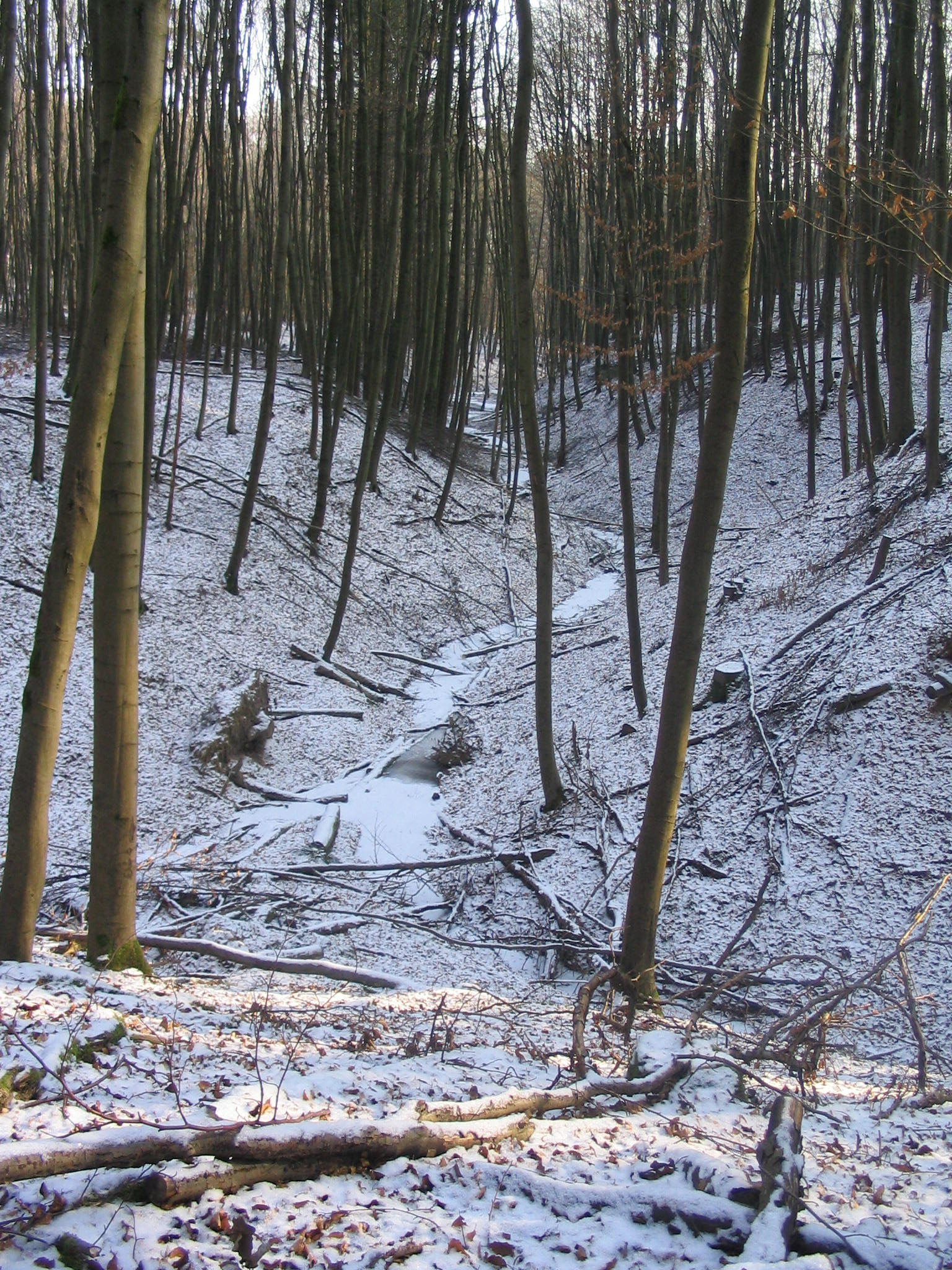
Kerbtalerosion im Quellgebiet des Kleinbreitenbachs im Waldbezirk Taschengrube
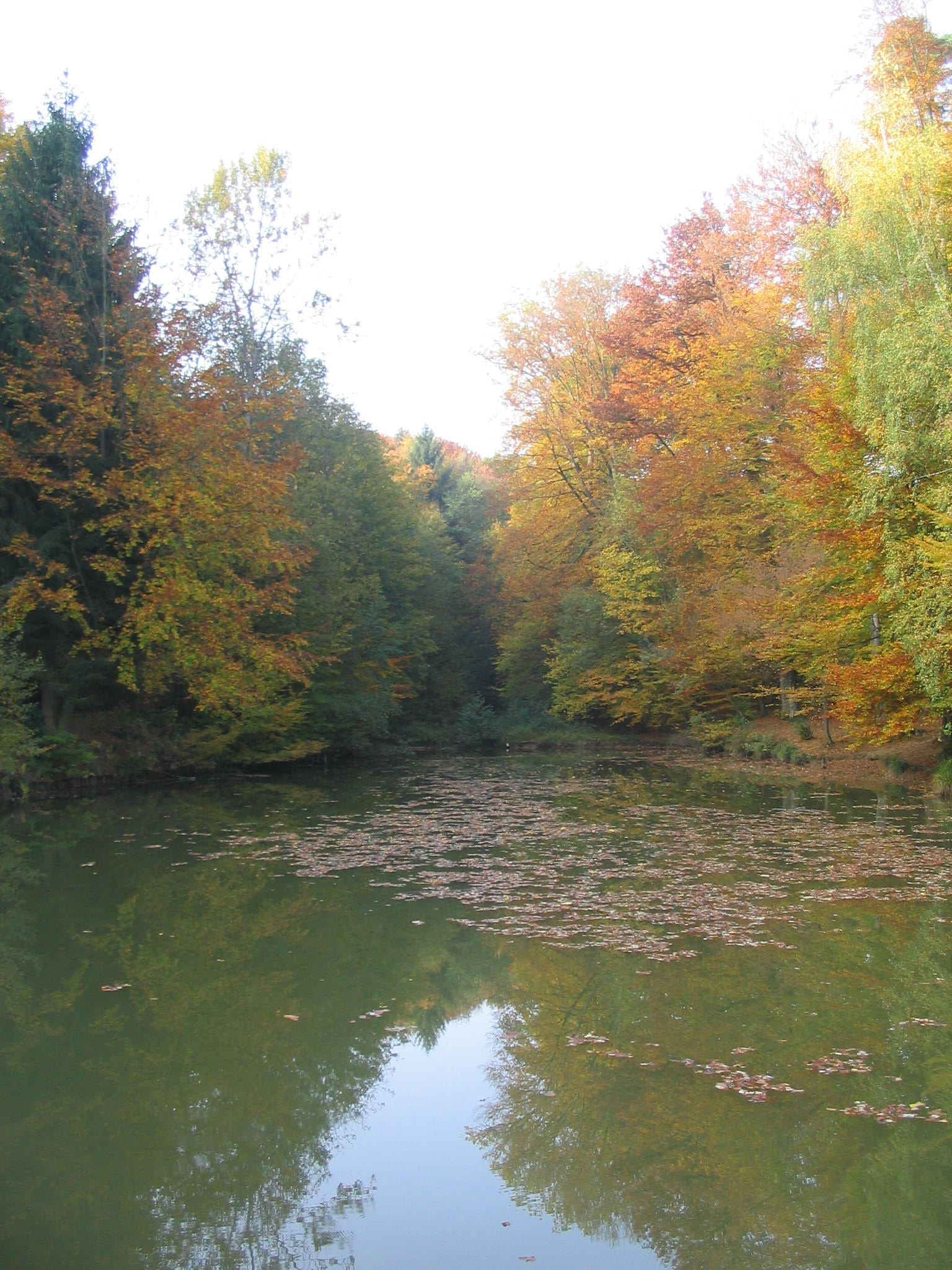
Waldsee im Klein-Breitenbacher Tal
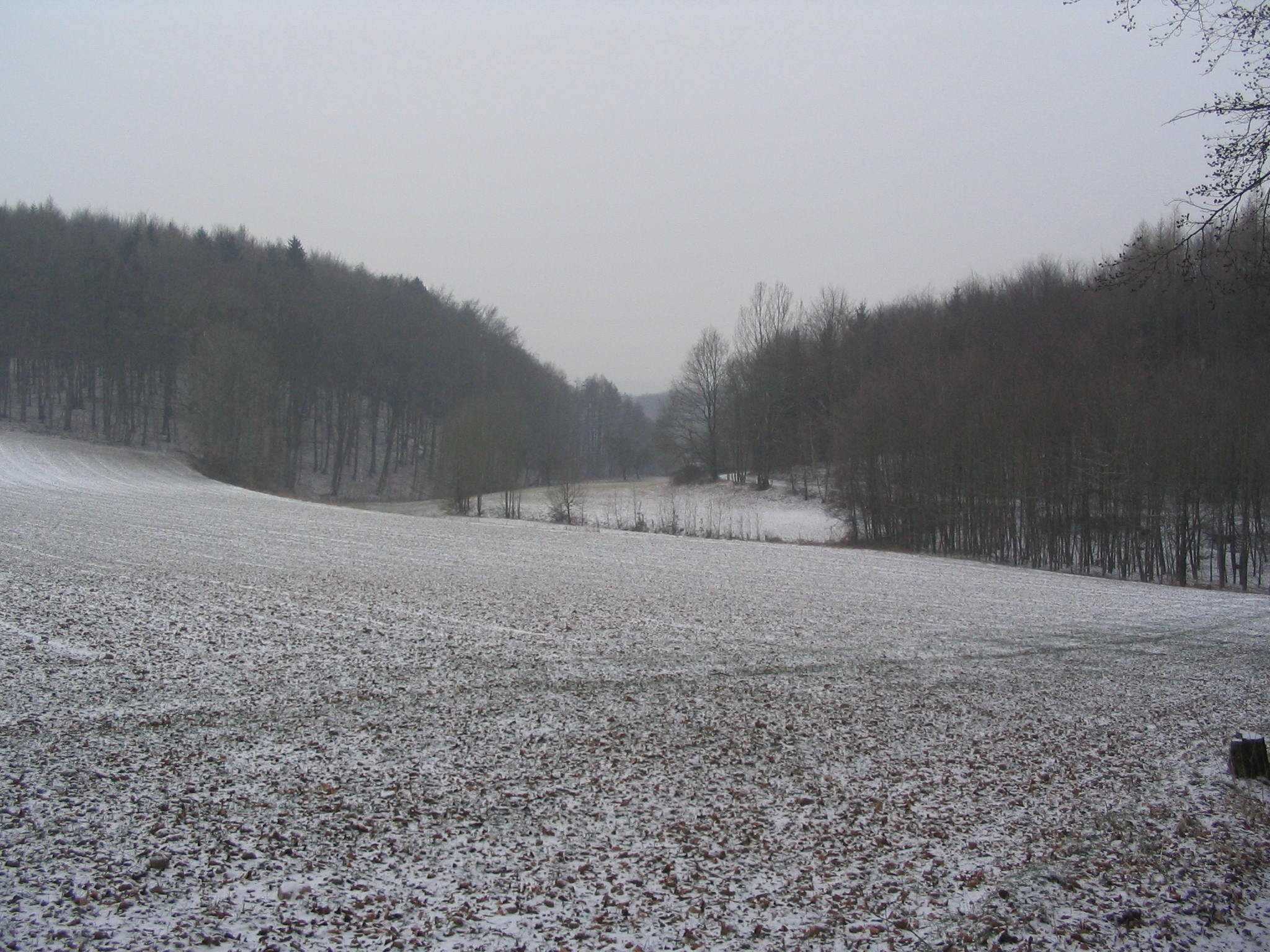
Klein-Breitenbacher Tal zwischen Waldsee und Steinböhl-Hang
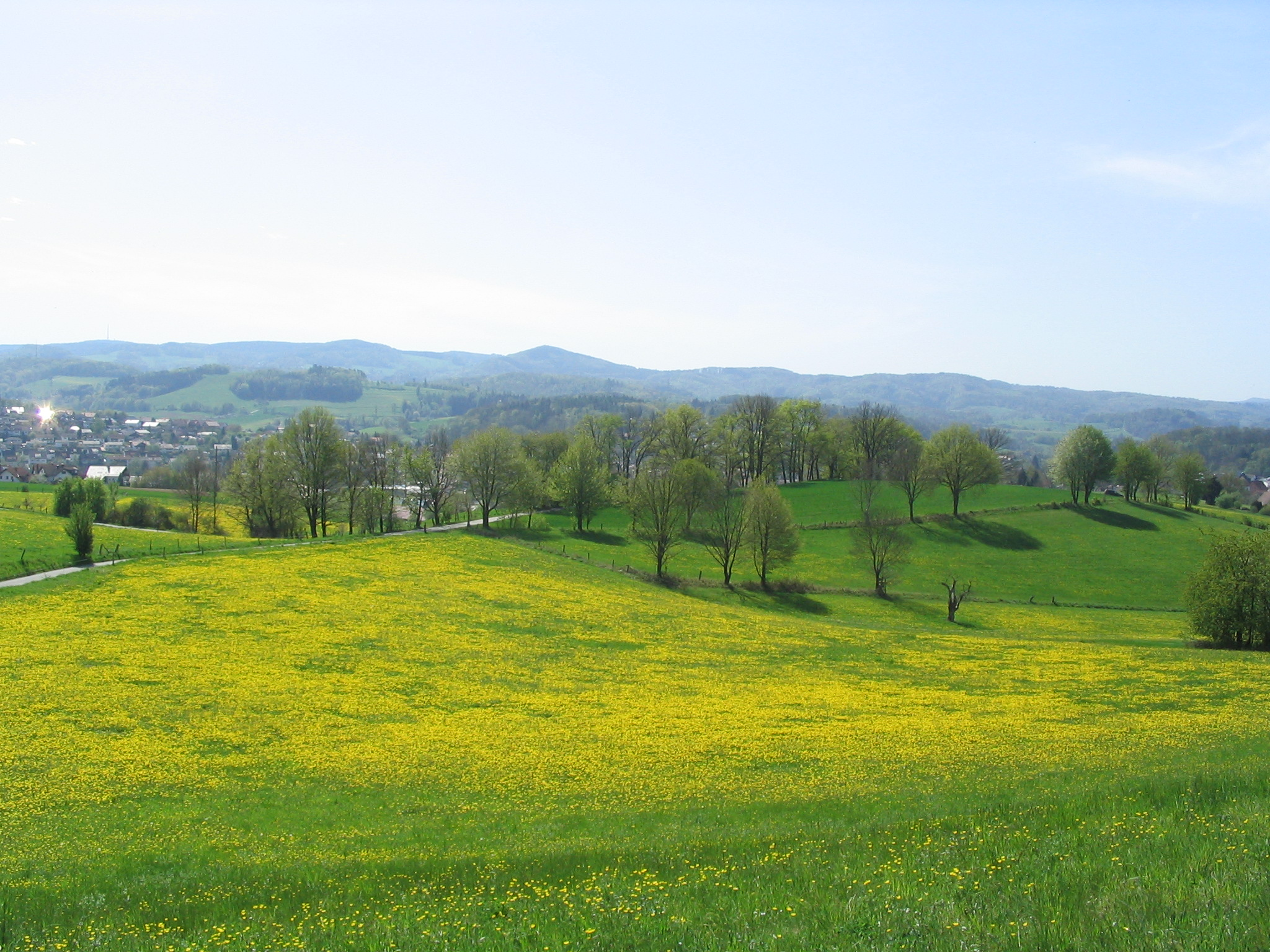
Blick vom Steinböhl auf das Mörlenbacher Weschnitztal
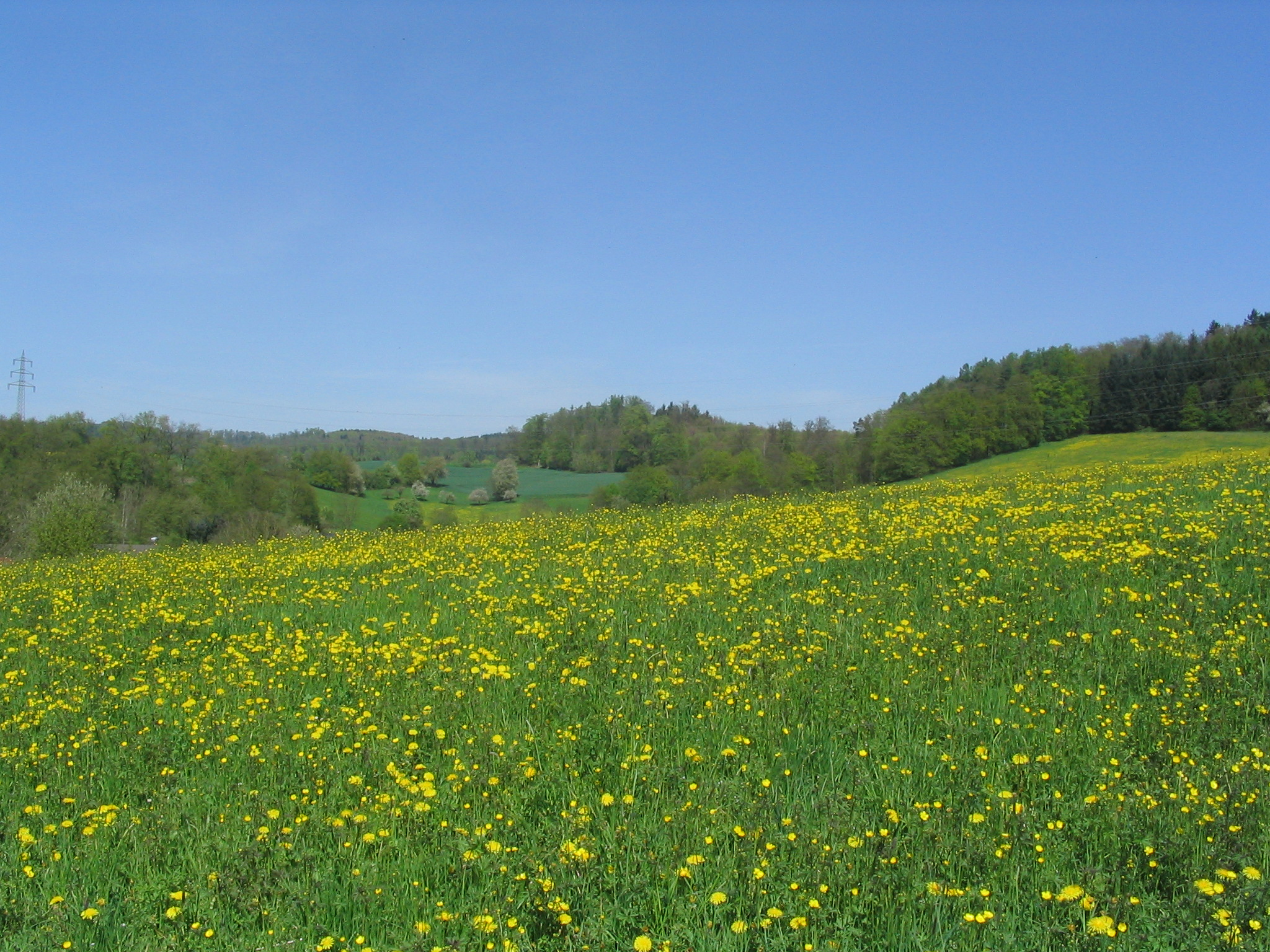
Blick vom Steinböhl-Hang über das Klein-Breitenbacher Tal zur Juhöhe
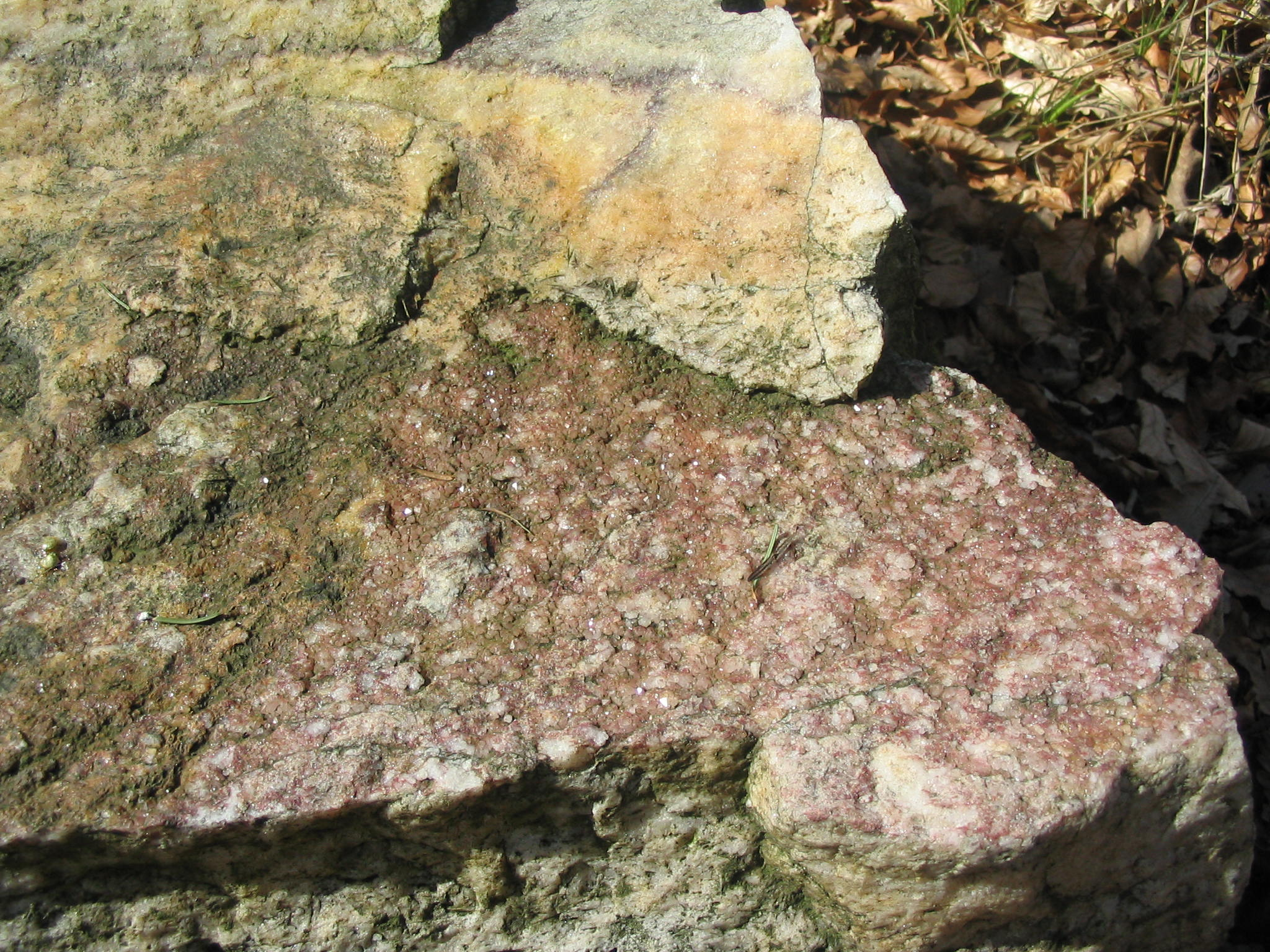
Quarz- und Schwerspatkristalle auf einem verkieselten Barytfelsen im Steinböhl-Wald
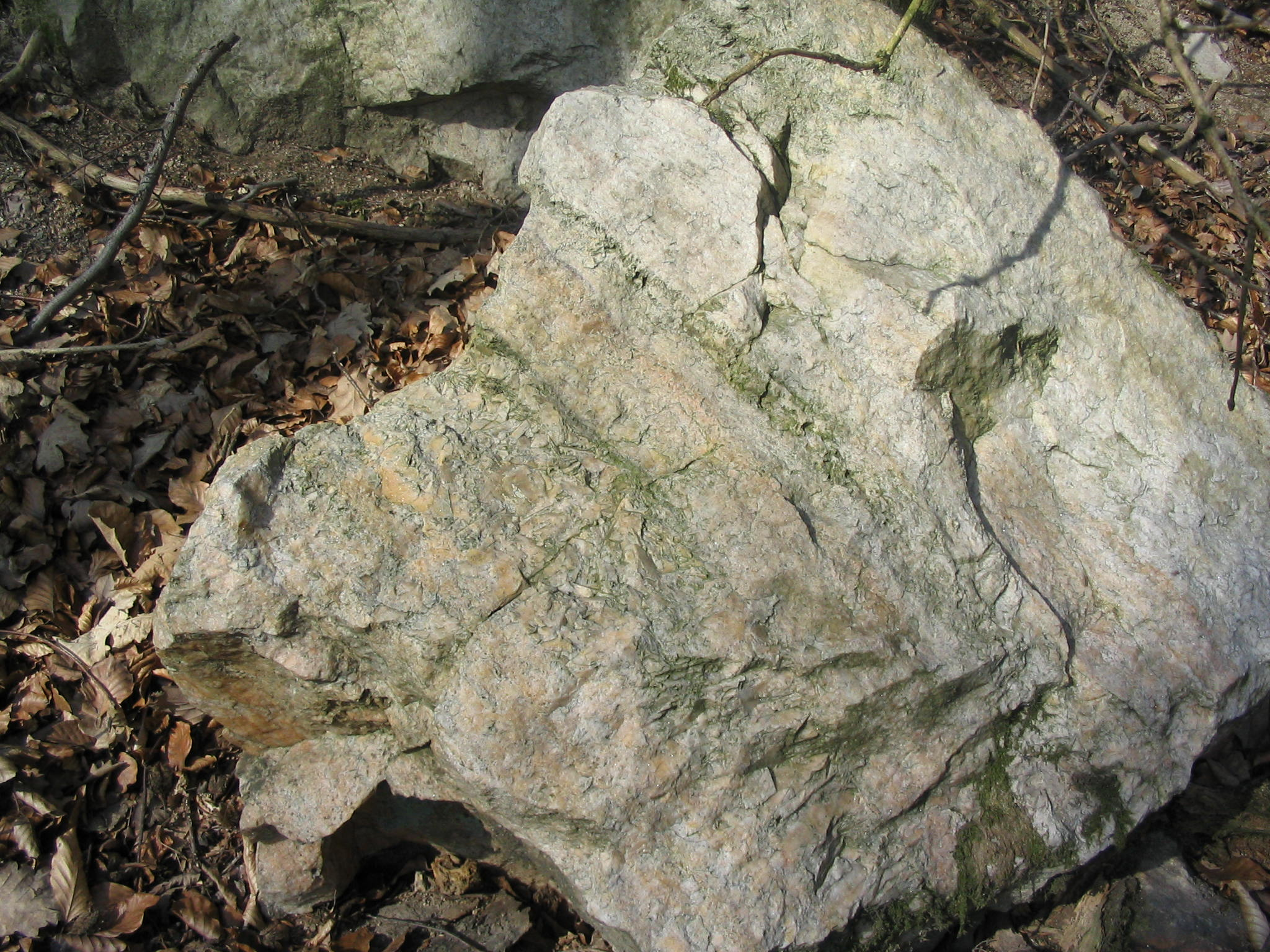
Gebänderter Steinböhl-Quarz-Baryt

## Persönlichkeiten
- Franz Adam Wagner (1869–1956), Bürgermeister von Klein-Breitenbach 1921 bis 1926